# Barotseland
Barotseland (Lozi: Mubuso Bulozi) er en region i området mellem Namibia, Angola, Botswana, Zimbabwe, inklusive halvdelen af den nordvestlige provins, den sydlige provins og dele af Lusaka, Central og Copperbeltprovinserne i Zambia og hele Den Demokratiske Republik Congos Katanga-provins. Den er hjemlandet for Lozifolket eller Barotse, eller Malozi, som er en samlet gruppe af over 46 individuelle, tidligere forskellige stammer, der er forbundet gennem slægtskab, hvis oprindelige gren er Luyi (Maluyi), og også assimileret med sydsotho- stamme fra Sydafrika kendt som Makololo.
Barotserne taler siLozi, et sprog der er nært beslægtet med Sesotho. Barotseland dækker et område på 252.386 km², men anslås at have været dobbelt så stort på nogle tidspunkter i historien. Kongeriget var engang et imperium og strakte sig ind i Namibia, Angola, Botswana, Zimbabwe, inklusive halvdelen af Zambias østlige og nordlige provinser og Den Demokratiske Republik Congos Katanga-provins.
Barotseland var fra slutningen af det 19. århundrede, et protektorat under den britiske koloniadministration og den britiske krone. Litunga, monarken af Barotseland, havde forhandlet aftaler, først med British South African Company (BSAC), og derefter med den britiske regering, der sikrede, at kongeriget bevarede en stor del af sin traditionelle autoritet under Litunga. Barotseland var en blanding af en nationalstat og et protektorat inden for det større protektorat Nordrhodesia. Til gengæld for denne protektoratstatus gav Litunga BSAC-mineralefterforskningsrettighederne i Barotseland.
I 1964 blev Barotseland en del af landet Zambia, da det blev uafhængigt. I 2012 opfordrede en gruppe traditionelle Lozi-ledere, der kalder sig Barotseland National Council, til uafhængighed; andre stammehøvdinge modsætter sig dog løsrivelse.

## Geografi
Områdets hjerteland er Barotseflodsletten ved den øvre Zambezi-flod, men den omfatter også de omkringliggende højere dele af plateauet, der omfatter alt, hvad der var Zambias Western provins. I førkolonialtiden inkluderede Barotseland nogle tilstødende dele af det, der nu er den nordvestlige, centrale og sydlige provins samt Caprivi i det nordøstlige Namibia og dele af det sydøstlige Angola på den anden side af Cuandofloden.

## Historie

### Oprindelse
Oprindelsen af Barotseland er uklar, men er et fremtrædende emne i Lozi-mytologien . Det menes, at Barotse-staten blev grundlagt af dronning Mbuywamwambwa, der var Lozi-matriark for over 500 år siden. Beboerne var migranter fra Congo, men andre etniske grupperinger, der udgør det nuværende Barotserige, migrerede fra Sydafrika, Angola, Zimbabwe, Namibia og Congo. Barotse (Lozierne) nåede Zambezi-floden i det 17. århundrede, og riget voksede, til det omfattede omkring 25 folkeslag fra det sydlige Rhodesia til Congo og fra Angola til Kafuefloden. Lealui og Limulunga var sæsonbestemte hovedstæder for Lozi-kongerne.
I 1845 blev Barotseland erobret af Makololofolk (Kololo), der blev fordrevet fra Lesotho af zuluerne hvorved det barotsiske sprog, Silozi, blev en variant af Sesotho. Makololoerne var ved magten, da Livingstone besøgte Barotseland, men efter tredive år væltede Luyi med succes Kololo-kongen.

### Britisk kolonisering
Barotselands status i begyndelsen af kolonitiden adskilte sig fra de andre regioner, der senere blev til Zambia, idet det var det første territorium nord for Zambezi, der underskrev en mineralkoncession og protektorataftale med British South Africa Company (BSAC) og Cecil Rhodes.
Kong Lewanika underskrev 26. juni 1889 en traktat den for at give kongeriget international anerkendelse som stat. Efter at der blev opdaget diamanter begyndte kong Lewanika at handle med Europa. Den første handelstraktat blev underskrevet den 27. juni 1889 med Harry Ware, der til gengæld skulle beskytte kong Lewanika og hans rige. Ware overførte koncessionen til Cecil Rhodes fra British South Africa Company. I et forsøg på at forbedre den militære beskyttelse og for at få en traktat med den britiske regering, underskrev kong Lewanika den 26. juni 1890 Lochner-koncessionen, der satte Barotseland under beskyttelse af British South Africa Company. På det tidspunkt var der europæisk administration i det sydlige Rhodesia, i Nyasaland længere mod øst, og begyndelsen på europæisk administrationi området. Senere blev disse to administrativt kombineret som blot "det nordlige Rhodesia", der senere blev opdelt i fem provinser og Barotseland, som blev behandlet lidt anderledes end resten.
Senere protesterede Lewanika til London og dronning Victoria over, at BSAC-agenterne havde misrepræsenteret vilkårene for koncessionen, men hans protester faldt for døve ører, og i 1899 proklamerede Storbritannien et protektorat og styrede det som en del af protektoratet Barotziland-Nordvest Rhodesia.

### Balovale-tvisten
I 1930'erne var der problemer mellem Barotse- og Balovale- og Balunda -stammerne, som besatte landet nord for det land, der var besat af Barotse. Barotserne hævdede, at disse var vasalstammer, mens de hævdede, at de ikke var det. Til sidst nedsatte regeringen en kommission til at dømme, og Barotse tabte.

### Barotselandsaftalen 1964
Den 18. maj 1964 underskrev Litunga og Kenneth Kaunda, Nordrhodesias premierminister, "Barotselandaftalen 1964"  som fastslog Barotselands position i Zambia i stedet for den tidligere aftale mellem Barotseland og den britiske regering. Aftalen gav fortsat Barotseland betydelig autonomi. Barotselandaftalen gav Barotsemyndighederne lokale selvstyrerettigheder og rettigheder til at blive hørt omkring nærmere angivne spørgsmål, herunder jord, naturressourcer og lokalregering. Den etablerede også Litunga of Barotseland som "den primære lokale myndighed for regeringen og administrationen af Barotseland", og at han ville forblive i kontrol over de indfødtes organisationer, og domstolene kendt som "Barotse Native Authorities", sager vedrørende lokalregering, jord, skove, fiskeri, kontrol med jagt, vildtbeskyttelse, barotsernes indfødte statskasse, udbuddet af øl og lokal beskatning. Der skulle heller ikke appelleres fra Barotselands domstole til Zambias domstole. 
Inden for et år efter tiltrædelsen som præsident for det nyligt uafhængige Zambia den 24. oktober 1964, begyndte præsident Kenneth Kaunda at indføre forskellige handlinger, der ophævede de fleste af de beføjelser, der var tildelt Barotseland i henhold til aftalen. Han afskaffede Local Government Act af 1965, de traditionelle institutioner, der havde styret Barotseland, og bragte kongeriget under administration af et ensartet lokalstyresystem. I 1969 vedtog det zambiske parlament forfatningsændringsloven, der annullerede Barotseland-aftalen fra 1964. Senere samme år ændrede regeringen Barotselands navn til Western Province og meddelte, at alle provinser ville blive behandlet "lige". Aftalens opløsning har givet næring til fortsatte spændinger i regionen.
Barotselands forkæmpere for uafhængighed fortsatte med at lobbye for at blive behandlet som en separat stat og fik betydelig autonomi i de senere stater, Nordrhodesia og det uafhængige Zambia. Ved forhandlingerne før uafhængigheden bad barotserne blot om en fortsættelse af "dronning Victorias beskyttelse".